# Geleitzug HX 212
Der Geleitzug HX 212 war ein alliierter Geleitzug der HX-Geleitzugserie zur Versorgung Großbritanniens im Zweiten Weltkrieg. Er fuhr am 18. Oktober 1942 in New York ab und traf am 2. November in Liverpool ein. Die Alliierten verloren durch deutsche U-Boote sechs Frachtschiffe mit 52.000 BRT, während es auf deutscher Seite keine Verluste gab. Damit war der HX 212 einer der verlustreichsten HX-Geleitzüge.

## Zusammensetzung und Sicherung
Der Geleitzug HX 212 setzte sich aus 54 Frachtschiffen zusammen. Am 18. Oktober 1942 verließen sie New York  (Lage) in Richtung Liverpool (Lage). Konvoikommodore war Vice Admiral W Megerton, der sich auf der Jamaica Planter eingeschifft hatte. Nachdem anfangs eine lokale Eskorte die Sicherung fuhr, übernahm ab 23. Oktober die US-amerikanische Escort Group A3 unter Paul Heineman den Schutz des Geleits während der Atlantiküberquerung. In ihr befanden sich der US-Coastguard Cutter Campbell, der US-amerikanische Zerstörer Badger, die kanadischen Korvetten Rosthern und Trillium und die britische Korvette Dianthus. Die drei kanadischen Korvetten Alberni, Summerside und Ville de Quebec fuhren ebenfalls im Konvoi mit, da sie sich auf einer Überführungsfahrt über Liverpool nach Nordafrika befanden.
| Name               | Flagge                 | Vermessung in BRT | Verbleib                                 |
| ------------------ | ---------------------- | ----------------- | ---------------------------------------- |
| Abraham Lincoln    | Norwegen               | 5.740             |                                          |
| Arc Light          | Vereinigtes Königreich | 2.249             |                                          |
| Barrwhin           | Vereinigtes Königreich | 4.998             | am 29. Oktober von U 436 versenkt (Lage) |
| Belgian Gulf       | Panama                 | 8.237             |                                          |
| Bic Island         | Vereinigtes Königreich | 4.000             | am 29. Oktober von U 224 versenkt (Lage) |
| British Vigilance  | Vereinigtes Königreich | 8.093             |                                          |
| C. J. Barkdull     | Panama                 | 6.773             |                                          |
| Cairnesk           | Vereinigtes Königreich | 5.007             |                                          |
| Cape Breton        | Vereinigtes Königreich | 6044              |                                          |
| City of Lille      | Vereinigtes Königreich | 6.588             |                                          |
| Coptic             | Vereinigtes Königreich | 10.629            |                                          |
| Cymbula            | Vereinigtes Königreich | 8.082             |                                          |
| Dorchester         | Vereinigte Staaten     | 5.649             |                                          |
| Empire Bronze      | Vereinigtes Königreich | 8.142             |                                          |
| Empire Dickens     | Vereinigtes Königreich | 9.819             |                                          |
| Empire Fletcher    | Vereinigtes Königreich | 8.194             |                                          |
| Esso Bayway        | Vereinigte Staaten     | 7.699             |                                          |
| Exchester          | Vereinigte Staaten     | 4.999             |                                          |
| Exilona            | Vereinigte Staaten     | 4.971             |                                          |
| Fairfax            | Vereinigte Staaten     | 5.649             |                                          |
| Fort a la Corne    | Vereinigtes Königreich | 7.133             |                                          |
| Fort Amherst       | Vereinigtes Königreich | 3.489             |                                          |
| Francis Parkmen    | Vereinigte Staaten     | 7.176             |                                          |
| Frontenac          | Norwegen               | 7.350             |                                          |
| Gdynia             | Schweden               | 1.636             |                                          |
| Gulfgem            | Vereinigte Staaten     | 6.917             |                                          |
| Gurney Newlin      | Vereinigte Staaten     | 8.225             | am 28. Oktober von U 606 versenkt (Lage) |
| Helgoy             | Norwegen               | 5.407             |                                          |
| Jamaica Planter    | Vereinigtes Königreich | 4.089             |                                          |
| Katy               | Norwegen               | 6.825             |                                          |
| Kosmos II          | Norwegen               | 16.966            | am 28. Oktober von U 624 versenkt (Lage) |
| Lancastrian Prince | Vereinigtes Königreich | 1.914             |                                          |
| Laurelwood         | Vereinigtes Königreich | 7.347             |                                          |
| Mahia              | Vereinigtes Königreich | 10.014            |                                          |
| Mathew Luckenbach  | Vereinigte Staaten     | 5.848             |                                          |
| Ocean Courier      | Vereinigtes Königreich | 7.178             |                                          |
| Pazific Shipper    | Vereinigtes Königreich | 6.290             |                                          |
| Pan-New York       | Vereinigte Staaten     | 7.701             | am 29. Oktober von U 624 versenkt (Lage) |
| Pan-Rhode Island   | Vereinigte Staaten     | 7.742             |                                          |
| Paul H Harwood     | Vereinigte Staaten     | 6.610             |                                          |
| R G Stewart        | Vereinigte Staaten     | 9.229             |                                          |
| Saint Bertrant     | Vereinigtes Königreich | 5.522             |                                          |
| Salinas            | Vereinigte Staaten     | 5422              |                                          |
| Sarpedon           | Vereinigtes Königreich | 11.321            |                                          |
| Skarass            | Norwegen               | 9.826             |                                          |
| Snar               | Norwegen               | 3176              |                                          |
| Sourabaya          | Vereinigtes Königreich | 10.107            | am 27. Oktober von U 436 versenkt (Lage) |
| Southern Princess  | Vereinigtes Königreich | 12.156            |                                          |
| Thomas B Robertson | Vereinigte Staaten     | 7176              |                                          |
| Topdalsfjord       | Norwegen               | 4.271             |                                          |
| Tudor Prince       | Vereinigtes Königreich | 1.914             |                                          |
| Zacapa             | Vereinigte Staaten     | 4.488             |                                          |
| Zoella Lykes       | Vereinigte Staaten     | 6.829             |                                          |

## Verlauf
Am 26. Oktober erfasste U 436 den Geleitzug, hielt den Kontakt und sendete Peilzeichen, um weitere U-Boote herankommen zu lassen. Obwohl mehrere andere U-Boote von Sicherungsfahrzeugen abgedrängt wurden, hielt U 436 weiter Fühlung und griff in der Nacht zum 27. Oktober das britische Walfabrikschiff Sourabaya an. Nach fünf Torpedotreffern sank dieses und riss 77 von 154 Besatzungsangehörige mit in den Tod. Der norwegische Tanker Frontenac und der britische Tanker Guerney E Newlin wurden bei diesem Angriff beschädigt. Letzterer wurde am 28. Oktober von U 606 endgültig versenkt, das kurz zuvor bereits das norwegische Walkochereischiff Kosmos II torpediert hatte ohne es zu versenken. Es sank einen Tag später nach Torpedoschuss von U 624, unter dem Verlust von 33 Besatzungsangehörigen, mit den Walfangschiffen LCT 2190, LCT 2192 und LCT 2284 an Bord. Unterdessen erreichten am 28. Oktober U 436, U 441, U 443, U 563  und U 621 den Konvoi, den die beiden letztgenannten auch sogleich erfolglos angriffen. Am Tage gelang es den Alliierten von Island aus Flugzeuge zur Luftsicherung in Marsch zu setzen. Ein weiterer U-Boot-Angriff erfolgte daher erst in der Nacht zum 29. Oktober. U 224 versenkte den kanadischen Nachzügler Bic Island (165 Tote) und U 624 aus dem Konvoi den US-Tanker Pan New York (43 Tote). Nach dieser Nacht erfolgten aufgrund der starken Luftsicherung keine weiteren Angriffe auf den Konvoi. Lediglich der Nachzügler Barrwhin wurde durch U 436 versenkt. Am 2. November traf der Konvoi in Liverpool ein. Insgesamt wurden sechs Schiffe mit 52.000 BRT versenkt.